# Eti Osa
Koordinaten: 6° 27′ N, 3° 36′ O
Eti Osa ist eine Local Government Area des Bundesstaates Lagos in Nigeria. Die Regierung des Bundesstaates Lagos verwaltet das Verwaltungsgebiet als LCDA Ikoyi-Obalande, LCDA Eti-Osa Ost und LCDA Iru Victoria Island.
Innerhalb von Eti-Osa befinden sich mehrere wichtige Gebiete des Bundesstaates Lagos, darunter die Victoria-Insel, ein wohlhabender Stadtteil der Metropole Lagos. Bevor die nigerianische Hauptstadt nach Abuja umzog, diente das Kommunalverwaltungsgebiet Eti-Osa neben dem Kommunalverwaltungsgebiet der Insel Lagos als Sitz der Landeshauptstadt.

## Einwohner
Eti Osa hat 283.791 Einwohner, was 3,11 % der Bevölkerung des Bundesstaates entspricht. 158.858 der Gesamtbevölkerung sind männlich, während die übrigen 124.933 weiblich sind.

## Demographie
Die Bevölkerung von Eti Osa stammt überwiegend aus den Awori Yoruba und der Untergruppe Edo. Wie die meisten Teile des Bundesstaates Lagos beherbergt Eti-Osa jedoch gegenwärtig eine vielfältige Mischung von Ethnien aus dem ganzen Land.

## Wirtschaft
In Eti Osa gibt es wenig Industrie. Die meisten Einwohner arbeiten in der Fischerei, der Landwirtschaft und im Handel. Da Eti Osa jedoch der ehemalige Standort der Hauptstadt des Landes ist, beherbergt es viele große nationale und internationale Unternehmen.